# Cantonul Épinal-Est
Cantonul Épinal-Est este un canton din arondismentul Épinal, departamentul Vosges, regiunea Lorena, Franța.

## Comune
- Arches
- Archettes
- La Baffe
- Deyvillers
- Dignonville
- Dinozé
- Dogneville
- Épinal (parțial, reședință)
- Jeuxey
- Longchamp
- Vaudéville